# Aled Owen
Aled Watkin Owen (* 7. Januar 1934 in Brynteg; † 5. August 2022) war ein walisischer Fußballspieler. Als Flügelspieler war er bei Ipswich Town im Kader der englischen Meistermannschaft von 1962, in der er über die Rolle des Ergänzungsspielers aber nicht hinauskam.

## Sportlicher Werdegang
Owens Profifußballerkarriere begann 1953 im Alter von 19 Jahren bei Tottenham Hotspur in London. Zu diesem Zeitpunkt war sein späterer Ipswich-Trainer Alf Ramsey noch sein Mannschaftskamerad, wobei Owen in Tottenham bis zum Ende der Saison 1957/58 nur ein einziges Mal in der Profielf der „Spurs“ stand – der Einsatz am 19. April 1954 endete am vorletzten Spieltag mit einer deftigen 2:6-Niederlage bei Preston North End. Als Owen im Juli 1958 zu Ipswich Town wechselte, hatte Ramsey dort die Traineraufgabe übernommen und den Verein im Jahr zuvor in die zweithöchste Spielklasse geführt.
Der Waliser, der zumeist als rechter Flügelspieler agierte, blieb fünf Jahre in Ipswich. Ihm kam dabei mit insgesamt 30 Ligaauftritten jedoch nur eine Nebenrolle zugute. Dabei begleitete er den Klub 1961 beim Aufstieg in die höchste Spielklasse. Als Ipswich dann völlig überraschend als Erstligaaufsteiger in der Saison 1961/62 die englische Meisterschaft gewann, konnte Owen dazu nur wenig beisteuern, abgesehen von der Partie am 26. Dezember 1961 gegen Leicester City (1:0), als er Jimmy Leadbetter vertrat. Sein letzter Auftritt für Ipswich war in der gleichen Saison im FA Cup gegen Luton Town. Ein Jahr später kehrte Owen in seine walisische Heimat zurück. Dort ließ er beim AFC Wrexham und später im Amateurbereich bei Holyhead Town seine aktive Laufbahn ausklingen.